# The Yiddisher Boy
The Yiddisher Boy è un cortometraggio muto del 1909 diretto da Siegmund Lubin.
Questo è uno dei pochi film sopravvissuti realizzati dalla Lubin Manufacturing Company di Filadelfia. Lubin, che da emigrato negli Stati Uniti negli anni 1870 aveva cambiato il suo nome da Lubszynski, aveva intrapreso con successo l'attività di regista e produttore.
Nel 1908, con Old Isaac, the Pawnbroker di Wallace McCutcheon e Romance of a Jewess di David W. Griffith, il cinema americano aveva cominciato ad interessarsi in modo non stereotipato della vita degli immigranti ebrei a New York. The Yiddisher Boy è il primo film sul soggetto girato da un regista di origine ebraica. Offre un quadro positivo ed ottimistico sull'integrazione degli ebrei nella società americana, ed è anche il primo a includere nella descrizione della loro vita le loro tradizioni religiose.
Il film è molto importante anche dal punto di vista dell'evoluzione del cinema perché è uno dei primissimi ad offrire un esempio della tecnica del flashback.

## Trama
Moses è un ragazzo ebreo che vive a New York nel Lower East Side ed aiuta a sostenere la sua famiglia vendendo giornali per la strada. Quando uno degli altri ragazzi cerca di derubare Moses, Ed viene in suo soccorso. Riconoscente, Moses invita Ed a casa propria per la cena dello Shabbat, e quando Ed viene investito da una bicicletta, va a visitare l'amico in ospedale, usando tutti i pochi soldi che ha per aiutarlo.
Venticinque anni dopo, Ed è un commerciante di successo, e Moses è in cerca di un lavoro. Ed riconosce il suo vecchio amico e gli offre il miglior lavoro che possa dargli.

## Produzione
Il film fu prodotto dalla Lubin Manufacturing Company.

## Distribuzione
Distribuito dalla Lubin Manufacturing Company, il film - un cortometraggio di tre minuti - uscì nelle sale cinematografiche statunitensi il 19 aprile 1909. Nelle proiezioni, veniva programmato con il sistema dello split reel, accorpato in un'unica bobina con un altro cortometraggio prodotto dalla Lubin, il western The Queen of the Ranch.
Con nuovi sottotitoli in inglese, una versione restaurata del film è uscita in VHS nel 1991 per il National Center for Jewish Film (NCJF).